# Wolf to Man
Wolf to Man es el octavo álbum de la banda de death metal Nightrage. Fue lanzado a través del sello Despotz Records el 29 de marzo de 2019.
El álbum fue grabado en los estudios Otse de Tesalónica, Grecia por Nik Logiotatidis y en los estudios Bombshelter de Upsala, Suecia. Fue mezclado y masterizado por Ronnie Björnström en los estudios The Mixroom en Umeå, Suecia.
Wolf to man fue lanzado también ej Japón a través del sello Avalon/Marquee. El tema adicional para la versión japonesa es un cover de la canción "Song From a Secret Garden" del dúo Secret Garden.
El arte de la portada fue diseñado por Vagelis Petiklas de Revolver Design.

## Lista de canciones
Todas las letras escritas por Marios Iliopoulos, Magnus Söderman y Ronnie Nyman, toda la música compuesta por Marios Iliopoulos, Magnus Söderman y Ronnie Nyman. 
| N.º | Título                    | Duración |  |
| 1.  | «Starless Night»          | 4:31     |  |
| 2.  | «Wolf to Man»             | 3:52     |  |
| 3.  | «Embrace the Nightrage»   | 3:03     |  |
| 4.  | «Desensitized»            | 4:27     |  |
| 5.  | «God Forbid»              | 3:42     |  |
| 6.  | «By Darkness Drawn»       | 3:29     |  |
| 7.  | «The Damned»              | 3:34     |  |
| 8.  | «Arm Aim Kill»            | 3:41     |  |
| 9.  | «Gemini»                  | 4:14     |  |
| 10. | «Disconnecting the Dots»  | 4:01     |  |
| 11. | «Escape Route Insertion»  | 3:28     |  |
| 12. | «Lytrosis» (Instrumental) | 1:54     |  |

## Créditos

### Integrantes
- Ronnie Nyman − voz
- Marios Iliopoulos − guitarra
- Magnus Söderman − guitarra
- Francisco Escalona - bajo
- Dino George Stamoglou − batería

### Invitados
- Joakim Honkanen - voces adicionales
- Lawrence Dinamarca - batería adicional